# Bahnhof Berlin Frankfurter Allee
Der Bahnhof Berlin Frankfurter Allee im Berliner Ortsteil Friedrichshain an der Grenze zu Lichtenberg ist durch die Verbindung mit der gleichnamigen U-Bahn-Station eine Umsteigestation im Berliner Schnellbahnnetz. Er wird von den S-Bahn-Linien S41, S42, S8 und S85 im Zuge der Ringbahn bedient. In der U-Bahn-Station unterhalb der gleichnamigen Straße verkehrt die Linie U5. Entstanden ist er aus einem historischen Bahnhof der Ringbahn in der zweiten Hälfte des 19. Jahrhunderts. Von 1949 bis 1961 führte der Bahnhof ebenso wie die Straße den Namen Stalinallee.

## S-Bahnhof

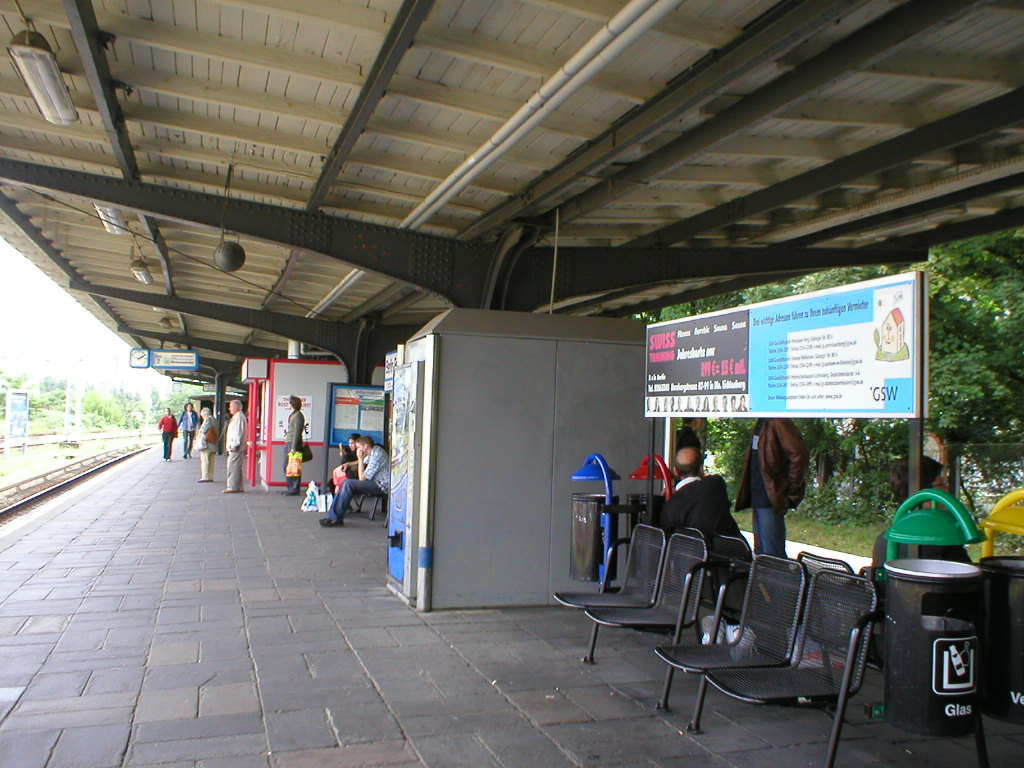
Bahnsteig des S-Bahnhofs

Der erste Eisenbahn-Halt an dieser Stelle wurde bereits am 1. Mai 1872 unter dem Namen Friedrichsberg eröffnet. Der Name geht auf die Kolonie Friedrichsberg südlich des Bahnhofs zurück. 1890/1891 wurde der heute noch existente Bahnhof Frankfurter Allee eröffnet. Neben einem Mittelbahnsteig erhielt die Station ein Empfangsgebäude im Backsteinstil.
Beim U-Bahn-Bau Ende der 1920er Jahre musste die alte Ringbahn-Brücke abgerissen und durch eine neue, breitere ersetzt werden. Eigentlich war auch vorgesehen, eine direkte Umsteigeverbindung zwischen dem U-Bahnhof und dem Ringbahnhof herzustellen, diese wurde jedoch nicht verwirklicht. An der Länge des Stahlträgers auf dem Mittelstreifen der Frankfurter Allee ist noch heute die geplante Aufweitung der Gleisachsen in diesem Bereich zu erkennen.
Das elektronische Stellwerk Frankfurter Allee steuert seit April 2012 den Streckenabschnitt der S-Bahn-Gleise zwischen Prenzlauer Allee (a) und Neukölln (a). Drei herkömmliche Stellwerke an den Bahnhöfen Greifswalder Straße, Ostkreuz und Treptower Park wurden hierdurch ersetzt, ebenso der zuvor in diesem Bereich installierte automatische Streckenblock. Das Gebäude des Stellrechners befindet sich am Rande des ehemaligen Containerbahnhofs.
Seit Juli 2014 erfolgt die Zugabfertigung durch den Triebfahrzeugführer mittels Führerraum-Monitor (ZAT-FM).
Im Herbst 2015 begannen umfangreiche Sanierungsarbeiten am Bahnhofsgebäude und der kleinen Ladenpassage. Nach Verzögerungen sollten die Arbeiten Ende 2017 abgeschlossen sein.

## Containerbahnhof

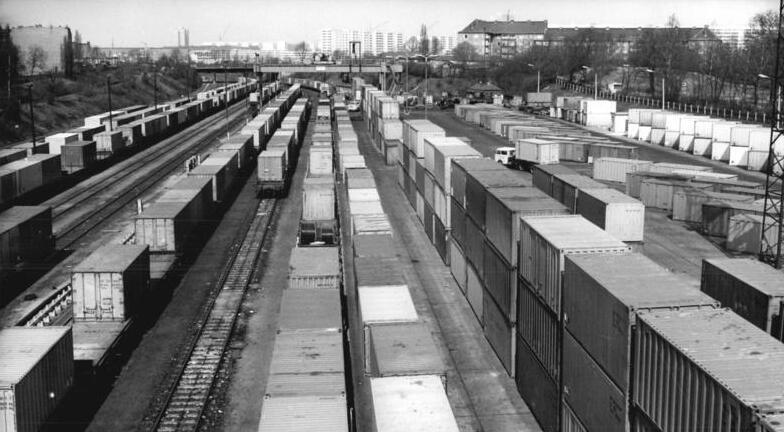
Containerbahnhof 1976

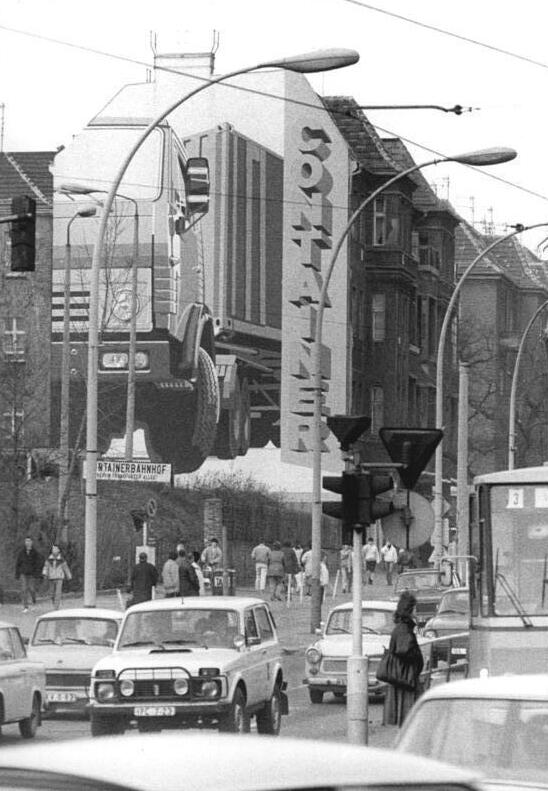
Giebelbild Container, 1988

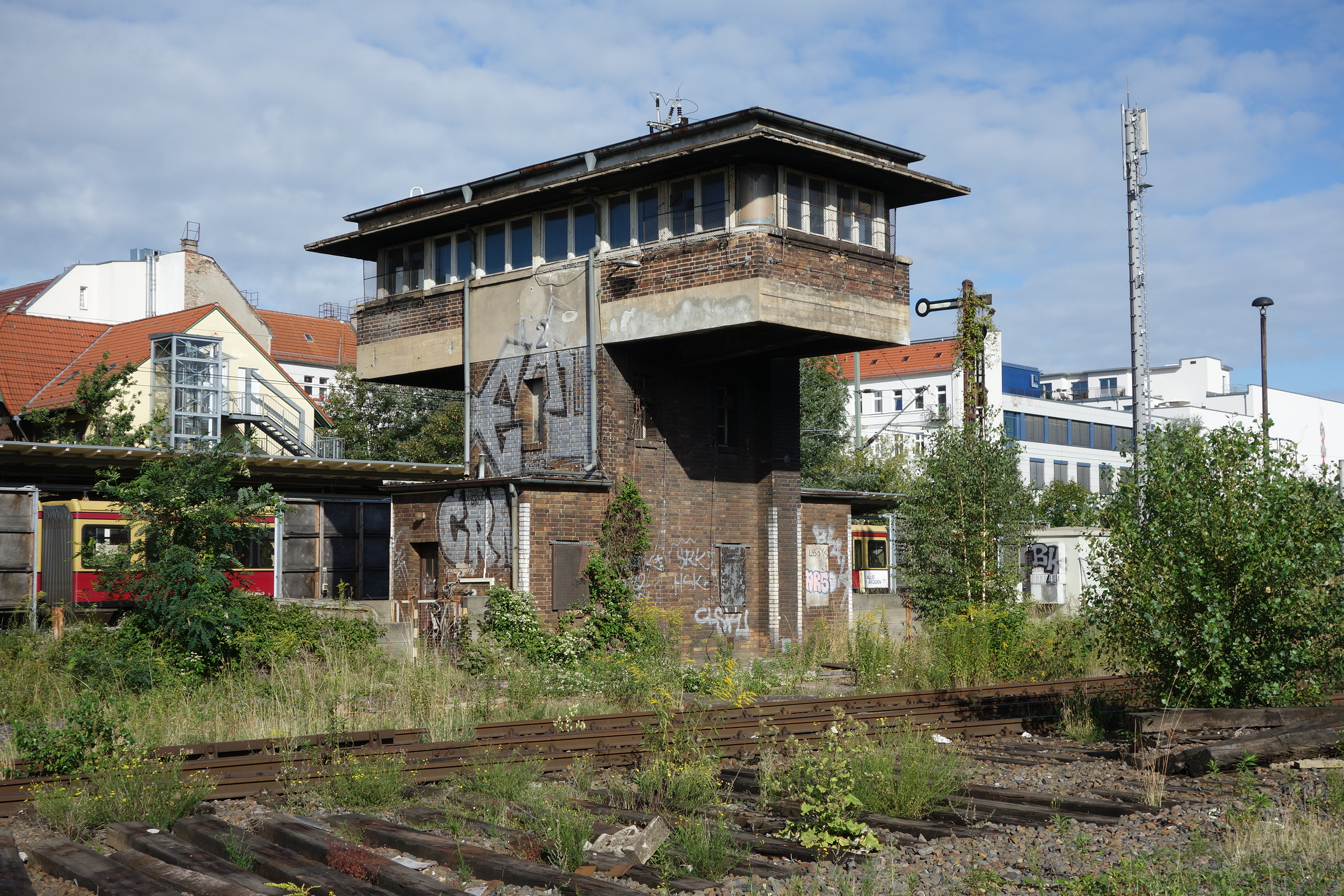
Stellwerk B2 vor dem Abriss, 2016

Zum Bahnhof gehörte von Anfang an eine Güterstation auf der Ostseite der Ringbahn-Gleise. Kurz nach dem Bau der Ringbahn entstanden große Güter- und Rangierbahnhöfe in Rummelsburg und Lichtenberg-Friedrichsfelde. Sie wurden über eine vor allem dem Güterverkehr dienende Verbindungsstrecke mit der Ringbahn verbunden, die direkt südlich des Bahnhofs Frankfurter Allee die Ringbahn erreichte.
Von 1968 bis 1970 entstand im Bahnhofsgelände der erste Containerbahnhof der DDR, der von der Lichtenberger Seite der Bahn über eine eigens angelegte Zufahrtsstraße zugänglich war. Am 30. Juni 1968 fuhr von dort der erste Containerzug mit 30 Containern zum Überseehafen Rostock. Insgesamt 18 Aufstellflächen erlaubten den Umschlag von bis zu 1000 Containern am Tag, was von etwa 500 Berliner Betrieben genutzt wurde. Als sichtbares Zeichen erhielt der Giebel eines Wohngebäudes an der Ecke Möllendorffstraße (damals: Jacques-Duclos-Straße) an der seinerzeit namenlosen Zufahrtsstraße ein Fassadenbild mit einem mit Container beladenen KamAZ-Lastkraftwagen.
Nach der politischen Wende verlor der Bahnhof seine Bedeutung. Am 31. Dezember 1999 wurde er geschlossen. Die Deutsche Bahn AG als Eigentümer der Fläche ließ in den folgenden zehn Jahren alle Gleise, Krananlagen und Lagergebäude beseitigen. Eine neue Nutzung ist nicht erkennbar.
Zur Bewahrung der Geschichte erhielt die frühere Zufahrtsstraße 1997 den Namen Am Containerbahnhof. Sie dient heute als Lieferzufahrt für das Ringcenter und für das dazugehörige Besucher-Parkhaus.
Im Mai 2019 wurde das Gebäude des Stellwerks B2 am Südkopf des ehem. Containerbahnhofs abgerissen.

## U-Bahnhof

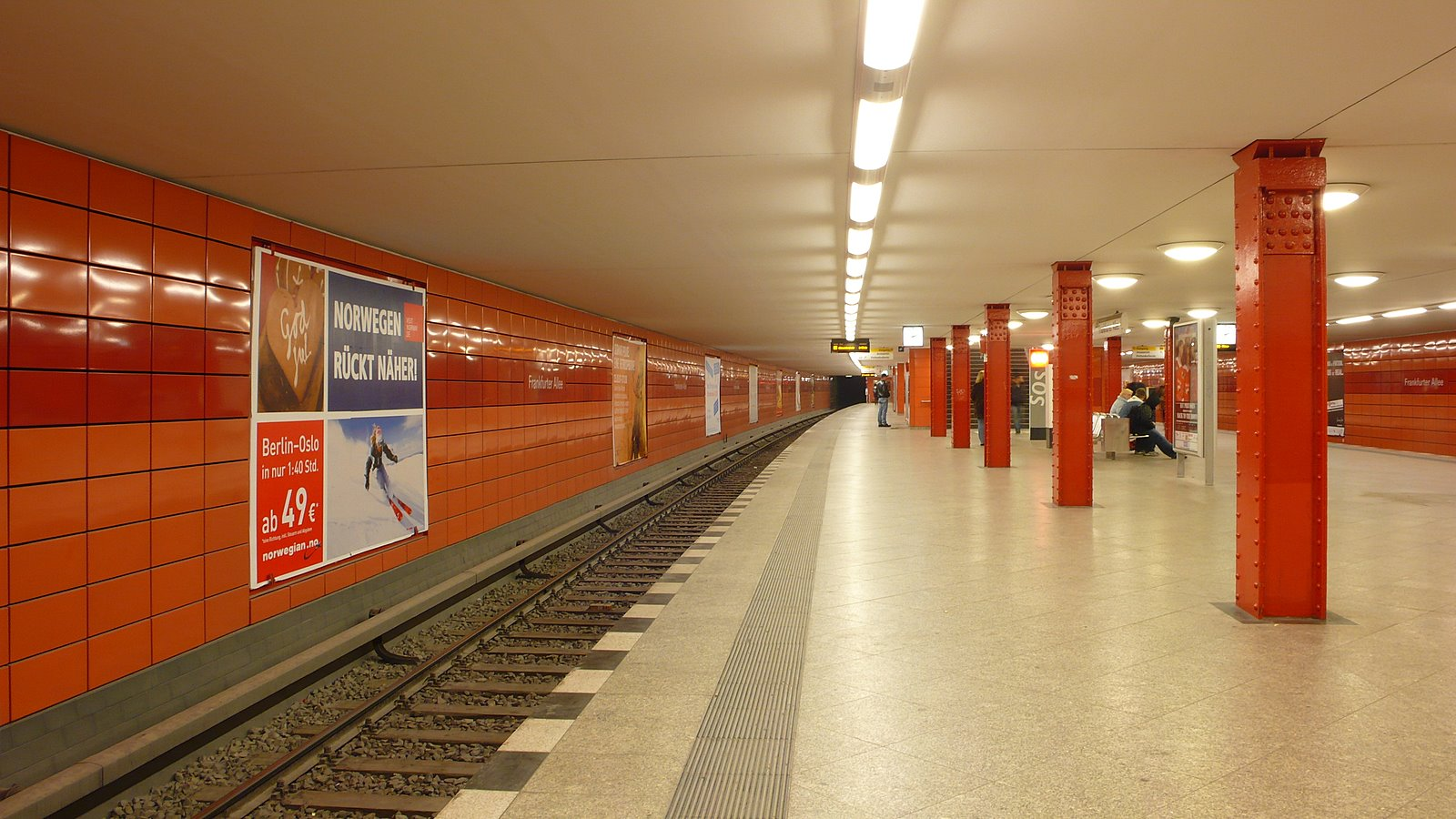
Bahnsteig der U5

Der U-Bahnhof wurde am 21. Dezember 1930 zunächst als Frankfurter Allee (Ringbahn) seiner Bestimmung übergeben. Er wurde, wie die gesamte an diesem Tag eingeweihte Strecke, von Alfred Grenander entworfen. Das Kürzel für den U-Bahnhof ist Ff.
Die ursprüngliche Grundfarbe des Bahnhofs waren rote kleinteilige Fliesen. Diese wurde jedoch bei einer grundlegenden Sanierung in den 1980er Jahren in Orange geändert. Nach einer erneuten Sanierung im Jahr 2004 wurde das Rot durch eine neue Wandverkleidung wiederhergestellt. Gleichzeitig wurde ein Aufzug zwischen Bahnsteig und Zwischengeschoss eingebaut. Von dort aus kann auch das sich anschließende Einkaufszentrum Ring-Center I erreicht werden.
Anders als die meisten Bahnhöfe, die dem Grundtyp des Bahnhofs Memeler Straße (heute: Weberwiese) entsprechen, erhielt er eine doppelte Stützenreihe anstelle einer einfachen. Zudem verfügt er über eine Maximalbreite von 13,30 Metern, die aufgrund des erwarteten starken Umsteigeverkehrs zur S-Bahn notwendig erschien. Der Breite entsprechend sind auch die Auf- und Abgänge großzügig gestaltet. Östlich und westlich des Bahnhofs schließt sich jeweils eine zweigleisige Kehranlage an.

## Anbindung
| Linie | Verlauf | Takt in der HVZ |
| ----- | --- | --------------- |
| ↻ ↺   | Gesundbrunnen – Schönhauser Allee – Prenzlauer Allee – Greifswalder Straße – Landsberger Allee – Storkower Straße – Frankfurter Allee – Ostkreuz – Treptower Park – Sonnenallee – Neukölln – Hermannstraße – Tempelhof – Südkreuz – Schöneberg – Innsbrucker Platz – Bundesplatz – Heidelberger Platz – Hohenzollerndamm – Halensee – Westkreuz – Messe Nord/ZOB – Westend – Jungfernheide – Beusselstraße – Westhafen – Wedding – Gesundbrunnen      | 05 min          |
|       | Birkenwerder – Hohen Neuendorf – Bergfelde – Schönfließ – Mühlenbeck-Mönchmühle – Blankenburg – Pankow-Heinersdorf – Pankow – Bornholmer Straße – Schönhauser Allee – Prenzlauer Allee – Greifswalder Straße – Landsberger Allee – Storkower Straße – Frankfurter Allee – Ostkreuz – Treptower Park – Plänterwald – Baumschulenweg – Schöneweide – Johannisthal – Adlershof – Grünau (– Eichwalde – Zeuthen – Wildau)                                 | 20 min          |
|       | Frohnau – Hermsdorf – Waidmannslust – Wittenau (Wilhelmsruher Damm) – Wilhelmsruh – Schönholz – Wollankstraße – Bornholmer Straße – Schönhauser Allee – Prenzlauer Allee – Greifswalder Straße – Landsberger Allee – Storkower Straße – Frankfurter Allee – Ostkreuz – Treptower Park – Plänterwald – Baumschulenweg – Schöneweide (– Johannisthal – Adlershof – Grünau)                                                                              | 20 min          |
|       | Hauptbahnhof – Bundestag – Brandenburger Tor – Unter den Linden – Museumsinsel – Rotes Rathaus – Alexanderplatz – Schillingstraße – Strausberger Platz – Weberwiese – Frankfurter Tor – Samariterstraße – Frankfurter Allee – Magdalenenstraße – Lichtenberg – Friedrichsfelde – Tierpark – Biesdorf-Süd – Elsterwerdaer Platz – Wuhletal – Kaulsdorf-Nord – Kienberg (Gärten der Welt) – Cottbusser Platz – Hellersdorf – Louis-Lewin-Straße – Hönow | 04 min          |

Es bestehen Umsteigemöglichkeiten zu den Straßenbahnlinien M13 und 16 sowie zur Omnibuslinie N5 (Nachtverkehr).

## Zwischenfälle
Am 16. Dezember 1965 fuhr gegen 16:20 Uhr eine rangierende leere U-Bahn auf eine planmäßig haltende U-Bahn auf. Dabei wurden mehrere Menschen verletzt, 24 Personen wurden in umliegende Krankenhäuser gebracht, 20 Personen wurden am Unfallort behandelt.